# Euprepiophis
Euprepiophis es un género de serpientes de la familia Colubridae. Sus especies se distribuyen desde el extremo este de la India hasta el extremo oriente de Asia.

## Especies
Se reconocen las siguientes:
- Euprepiophis conspicillata (Boie, 1826)
- Euprepiophis mandarinus (Cantor, 1842)
- Euprepiophis perlacea (Stejneger, 1929)